# Eneremius carinatus
Eneremius carinatus är en insektsart som beskrevs av Vitaly Michailovitsh Dirsh 1956. Eneremius carinatus ingår i släktet Eneremius och familjen Lithidiidae. Inga underarter finns listade i Catalogue of Life.